# Rhynchocyclus pacificus
A Rhynchocyclus pacificus a madarak osztályának a verébalakúak (Passeriformes) rendjébe és a királygébicsfélék (Tyrannidae) családjába tartozó faj.

## Előfordulása
Mexikó, Belize, Costa Rica, Guatemala, Honduras, Nicaragua, Panama, Salvador, Ecuador és Kolumbia területén honos. A természetes élőhelye szubtrópusi vagy trópusi nedves síkvidéki erdők.